# Giovanni Antonio Scaramuccia
Giovanni Antonio Scaramuccia (Montecolognola di Magione, 1570 circa – Perugia, 15 marzo 1633) è stato un pittore italiano.

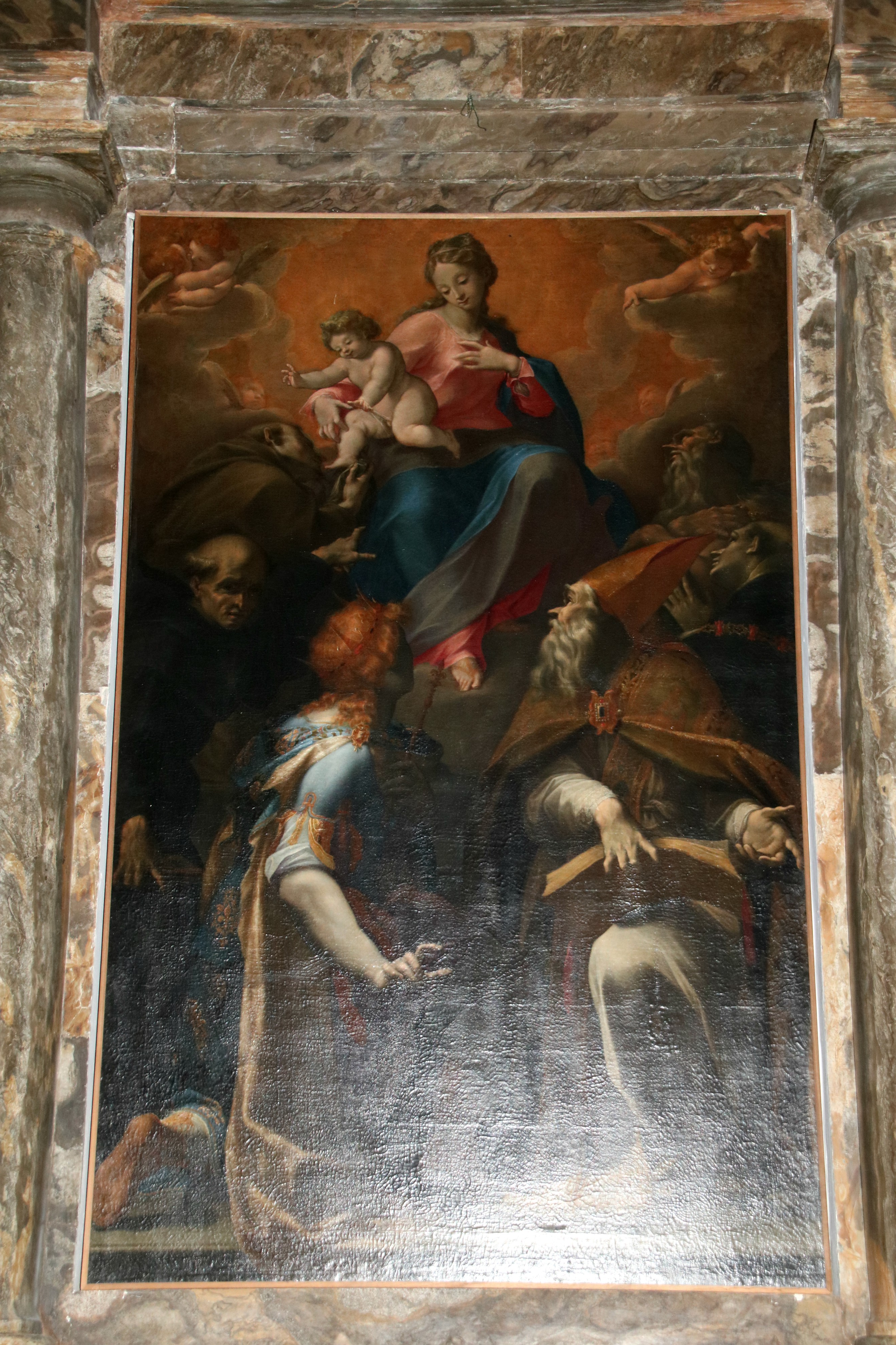
Giovanni Antonio Scaramuccia, Madonna con Bambino e i Santi. Luigi IX, Ubaldo, Onesiforo, Francesco d'Assisi, Nicola di Tolentino e Tommaso d'Aquino, inizio secolo XVII, concattedrale di San Flaviano. Recanati.

Allievo di Cristoforo Roncalli, fu autore di una Madonna del rosario, ora custodita nella Galleria nazionale dell'Umbria e una Madonna e santi, presente nel duomo di Perugia.